# SIBMAS
SIBMAS je sodobno belgijsko večnamensko LKOV.

## Različice
Oklepni transporter
- Oborožitev: težki mitraljez 12,7 mm

Kolesni oklepnik
- Oborožitev: top 20 mm

Nosilec protiletalskega orožja
- Oborožitev: ?

Minometna verzija
- Oborožitev: minomet 60 mm

## Uporabniki
- Belgija
- Malezija